# Batalla de Grünberg
La batalla de Grünberg se libró el 21 de marzo de 1761 entre las tropas francesas y una alianza de tropas prusianas y hanoverianas durante la Guerra de los Siete Años en el pueblo de Grünberg, cerca de Stangenrod, en Hesse. Los franceses, liderados por el duque de de Broglie infligieron una derrota significativa a los aliados e hicieron varios miles de prisioneros y capturaron 18 estandartes militares. La pérdida aliada llevó al Duque Fernando de Brunswick a levantar el asedio de Cassel y retirarse.